# Puras
Puras est une commune de la province de Valladolid dans la communauté autonome de Castille-et-León en Espagne.

## Sites et patrimoine
Les édifices les plus caractéristiques de la commune sont :
- Église Nuestra Señora de la Asunción.
- Fontaine romaine.

La Villa romaine de Almenara-Puras et le musée des villas romaines (museo de las Villas Romanas), situés sur les communes d'Almenara de Adaja et de Puras est un site patrimonial important.